# Trollsjön, Blekinge
Trollsjön är en sjö i Ronneby kommun i Blekinge och ingår i Ronnebyån-Vierydsåns kustområde. Trollsjön ligger i Brunnsskogen Natura 2000-område. Sjön är 3,9 meter djup, har en yta på 0,015 kvadratkilometer och befinner sig 10 meter över havet.